# Jenofonte de Éfeso
Jenofonte de Éfeso (Ξενοφῶν ὁ Εφέσιος, fl. siglo II–siglo III) fue un escritor griego. 

## Obra
Su novela Efesíaca o (Los amores de) Habrócomes y Antía (Ἐφεσιακά o Τὰ κατὰ Ἀνθίαν καὶ Ἁβροκόμην) sirvió como inspiración para el desenlace de la tragedia shakesperiana Romeo y Julieta. 
A menudo se confunde a Jenofonte de Éfeso con el Jenofonte que fue militar ateniense.